# Immer wieder sonntags (Fernsehsendung)

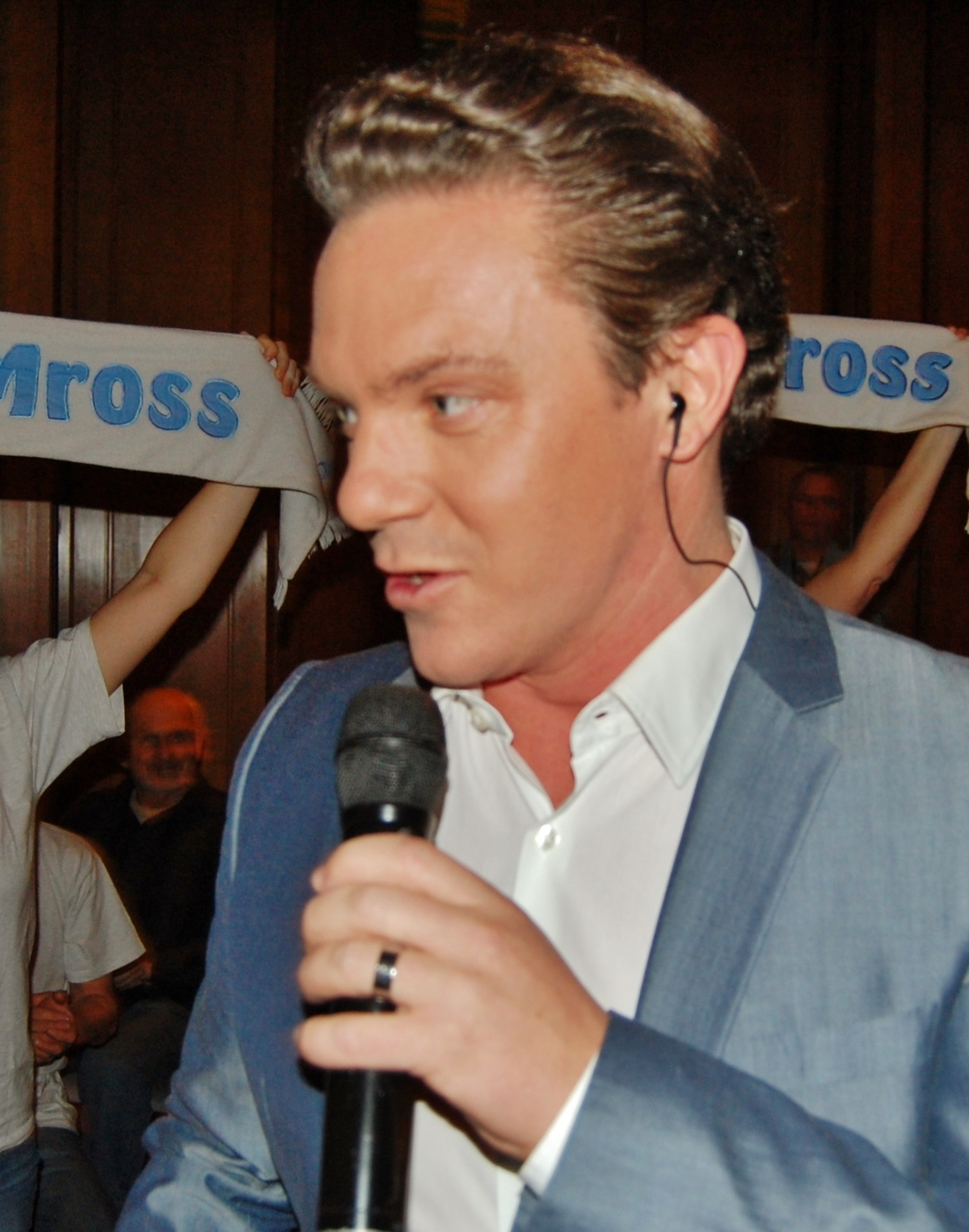
Moderator Stefan Mross

Immer wieder sonntags (IWS) ist eine 120 Minuten dauernde deutsche Musik- und Unterhaltungsshow, die seit 1995 in den Sommermonaten am Sonntagvormittag live im Ersten übertragen wird. Bis 2014 war sie lediglich 90 Minuten lang. 2002 lief zusätzlich im Advent dreimal am Samstagnachmittag eine Winterausgabe Immer wieder samstags. Die Sendung wird von Kimmig Entertainment aus Oberkirch im Auftrag des SWR produziert. Pro Saison gibt es zehn bis 16 Ausgaben sowie ein Best of. Der Name der Sendung spielt auf einen Evergreen des Schlagerduos Cindy & Bert an, die mit dem Titel Immer wieder Sonntags 1973 einen Nummer-3-Hit und ihren damit größten Erfolg in Deutschland hatten.

## Geschichte
Anfänglich moderierte Max Schautzer die Open-Air-Show vom Gelände des Europa-Parks in Rust. Gast der ersten Sendung war unter anderem Roberto Blanco. Immer wieder sonntags musste als Konkurrenzformat zum ZDF-Fernsehgarten zunächst Kritik hinnehmen, was nicht nur an Schautzer lag. Alle Darbietungen durften höchstens drei Minuten lang sein. Wer ein längeres Lied mitbrachte, musste es auf eigene Kosten kürzen lassen. Am Anfang jeder Saison wurden alle Positionen für alle Rubriken einmalig festgelegt und geprobt und blieben dann für alle kommenden Sendungen unverändert. 1996 wurde die Sendung auf der Landesgartenschau in Lichtenstein/Sachsen aufgezeichnet. Bestandteil der Sendung waren damals noch die Sonntagssisters, die das Titellied Hallo Leute sangen, kleine Sketche spielten und Zuschauer aussuchten, die am Ende der Sendung ein Lied darbieten wollten. Gespielt wurden sie von den Komödiantinnen Katja Liebing (später bei Ladykracher) und Franziska Mense-Moritz.
2004 wurde Sebastian Deyle neuer Moderator, unter dem die Quoten jedoch sanken. 2005 sorgte ein neues Konzept mit Stefan Mross als Moderator wieder für Aufschwung.
2010 wurde Stefan Mross von Guido Cantz im Rahmen der Sendung Verstehen Sie Spaß? reingelegt.
Durch die Sendung vom 22. August 2010 führte Axel Bulthaupt, da Stefan Mross die Moderation aus privaten Gründen absagte.
In der Sendung am 10. August 2014 probierte Stefan Mross im Rahmen eines Scoville-Tests eine scharfe Chili-Soße. Daraufhin bekam er Atemnot, musste sich am Tisch abstützen und die Moderation abbrechen. Anschließend brach er hinter der Bühne wegen Kreislaufversagen zusammen und musste in ein Krankenhaus gebracht werden. Die Moderation der Livesendung übernahm zunächst Marc Pircher und später Guido Cantz.
Zum 10-jährigen Moderationsjubiläum 2014 von Stefan Mross wurden die letzten drei Sendungen am 31. August sowie am 7. und 14. September auf 120 Minuten Sendezeit verlängert. Zusätzlich wurde am 5. Oktober „Immer wieder Stefan – Die große Jubiläumsshow“ ausgestrahlt.
2020 wurde zunächst beschlossen, aufgrund der Corona-Pandemie die ersten vier Shows ab dem 3. Mai ohne Zuschauer vor Ort stattfinden zu lassen. Später wurde bekanntgegeben, auch bei den restlichen Sendungen kein Publikum zuzulassen.
Im Dezember 2020 gab der SWR bekannt, dass die Staffel 2021 auf 12 statt 16 Ausgaben verkürzt wird und nicht wie gewohnt im Mai, sondern erst Mitte Juni 2021 beginnt.
Im Februar 2022 wurde bekannt, dass die Show fortan nicht mehr aus dem Europa-Park, sondern im wenige Kilometer entfernten Wasserpark Rulantica produziert werden soll. Die Grundsteinlegung für die neue Produktionsfläche war am Valentinstag 2022. Im Zuge dessen soll es auch einige Veränderungen am Konzept geben. Das Bühnenbild ist jetzt in nordischen Farben gehalten, neben Schlager und volkstümlicher Musik ist auch deutschsprachige Popmusik Teil der Sendung.
In der Sendung am 24. Juli 2022 musste Stefan Mross krankheitsbedingt aussetzen. Die Moderation übernahmen stattdessen Uta Bresan und Bernhard Brink.
Während der Sendung am 6. Juli 2025 kam es in der Arena bei einer Zuschauerin zu einem medizinischen Notfall, in dessen Verlauf die Frau dann wenige Stunden später starb. Drei Tage danach wurde die Sendung aus der Mediathek entfernt.

## Inhalt
Die Sendung ist eine Art Unterhaltungsshow, in der es sich um Service, Comedy, Musik und Stars aus Schlager und volkstümlicher Musik dreht. Seit 2007 wird jährlich der/die Sommerhitkönig/-königin ermittelt. Dabei treten zwei unbekannte Sänger, Sängerinnen oder Gruppen gegeneinander an. Die Fernsehzuschauer wählen per Telefon ihren Liebling. Am Ende der Sendung wird der Sieger ermittelt. Bei Franziska Katzmarek aus Mücheln war es das Sprungbrett für ihre Karriere.
Die IWS-Sommerhitparaden-Gewinner seit 2007 sind Franziska, Rico Seith, Florian Fesl (Sieger der Herzen), Die Geiwaidler, Stoaberg Echo, Angelo Paschiller, Andreas Hastreiter, Corinna Zollner, Kevin und Manuel, Johannes Niggl, Robin Leon, Alex Reichinger, Jan Schrödel und Pauline Schenckel.

## Sendungen mit Stefan Mross
| Jahr        | Saisondauer                     | Sendungsanzahl                                          | Programmpunkte |
| ----------- | ------------------------------- | ------------------------------------------------------- | --- |
| Saison 2005 | 19. Juni bis 4. September 2005  | 10 Live-Sendungen + 1 Best-of-Sendung                   | Filmrätsel, Essen kosten, Deutschland geizt – Sonntagsschnäppchen gesucht, 60 Sekunden Interview, Glückwunschaktion, Comedy Duo, viel Musik aus Schlager- und Volksmusik |
| Saison 2006 | 11. Juni bis 20. August 2006    | 10 Live-Sendungen + 1 Best-of-Sendung                   | Filmrätsel, Märchenstunde, Kaffeetrinken, 60 Sekunden Interview, Glückwunschaktion, Comedy Duo, viel Musik aus Schlager- und Volksmusik |
| Saison 2007 | 17. Juni bis 9. September 2007  | 12 Live-Sendungen + 1 Best-of-Sendung                   | Sommerhitparade, das rote Mikrofon, verrückte Rekorde, Prominentenspiel, Dankeschön-Aktion, Comedy Duo, Serienrätsel, viel Musik aus Schlager- und Volksmusik |
| Saison 2008 | 1. Juni bis 31. August 2008     | 13 Live-Sendungen + 1 Best-of-Sendung                   | Sommerhitparade, das rote Mikrofon, mit Kindern singen, Dankeschön-Aktion, Comedy Duo, Sonntag einmal ganz anders, Super Sonntagsfamilie gesucht, viel Musik aus Schlager- und Volksmusik |
| Saison 2009 | 10. Mai bis 13. September 2009  | 14 Live-Sendungen + 1 Best-of-Sendung                   | Sommerhitparade, das rote Mikrofon, das Sonntagskind, Dankeschön-Aktion, Comedy Stars, Spaß für Groß & Klein, viel Musik aus Schlager- und Volksmusik |
| Saison 2010 | 30. Mai bis 12. September 2010  | 14 Live-Sendungen + 1 Best-of-Sendung                   | Sommerhitparade, das rote Mikrofon, verrückte Rekorde & Talente, Glückwunschaktion, Comedy & mehr, Sonntag einmal ganz anders, viel Musik aus Schlager und Volksmusik |
| Saison 2011 | 22. Mai bis 4. September 2011   | 14 Live-Sendungen + 1 Best-of-Sendung                   | Sommerhitparade, das rote Mikrofon, Musikquiz Pfeif drauf, heut ist dein Tag, Comedy & mehr, das Wort zum Sonntag einmal ganz anders, Sonntagsüberraschung, viel Musik aus Schlager- und Volksmusik |
| Saison 2012 | 13. Mai bis 9. September 2012   | 14 Live-Sendungen + 1 Best-of-Sendung                   | Sommerhitparade, das rote Mikrofon, Tauschbörse, Märchenstunde im Europapark nach der Sendung, Heut ist dein Tag, Sonntagsüberraschung, viel Musik aus Schlager- und Volksmusik |
| Saison 2013 | 26. Mai bis 25. August 2013     | 14 Live-Sendungen + 1 Best-of-Sendung                   | Sommerhitparade, das rote Mikrofon, Herausforderung für Stefan, verrückte Erfindungen, Comedy & mehr, Sonntagsüberraschung, verrückte Rekorde, viel Musik aus Schlager- und Volksmusik |
| Saison 2014 | 15. Juni bis 14. September 2014 | 14 Live-Sendungen + 1 Jubiläumsshow + 1 Best-of-Sendung | Sommerhitparade, Das Lied Deines Lebens, das rote Mikrofon, Sonntagsüberraschung, verrückte Erfindungen & Talente, Comedy & mehr: u. a. mit Ingolf Lück, Guido Cantz, Kalle Pohl / Stefan mit Frau Wäber als Comedy-Duo / Stefan in zwei neuen Comedy-Rollen, viel Musik aus Schlager- und Volksmusik |
| Saison 2015 | 31. Mai bis 6. September 2015   | 14 Live-Sendungen + 1 Best-of-Sendung                   | Sommerhitparade, Das Lied Deines Lebens, das rote Mikrofon, Sonntagsüberraschung, verrückte Erfindungen & Talente, Comedy & mehr |
| Saison 2016 | 22. Mai bis 21. August 2016     | 14 Live-Sendungen + 3 Best-of-Sendungen                 | Sommerhitparade, das rote Mikrofon, Comedy & mehr, verrückte Erfindungen & Rekorde, viel Musik aus Schlager & Volksmusik wie z. B. Beatrice Egli, Heino, Jürgen Drews, Patrick Lindner, Voxxclub, Andy Borg, Nicole, Stefanie Hertel u.v.m. |
| Saison 2017 | 21. Mai bis 27. August 2017     | 14 Live-Sendungen + 1 Best-of-Sendung                   | Sommerhitparade, das rote Mikrofon, verrückte Erfindungen & Rekorde, viel Musik aus Schlager & Volksmusik, Comedy & mehr u. a. mit Guido Cantz, Christoph Sonntag, Frau Wäber (Hansy Vogt)..., Künstleraufgaben mit wöchentlich wechselnden nominierten Künstlern, Stefan singt Schlager zu einem Thema mit dem Publikum |
| Saison 2018 | 27. Mai bis 30. September 2018  | 16 Live-Sendungen + 1 Best-of-Sendung                   | Sommerhitparade, das rote Mikrofon, Comedy und mehr, Heimat der musikalischen Gäste (pro Sendung 1 Bundesland), viel Musik aus Schlager & Volksmusik, verrückte Experimente mit Konrad Stöckel, Stefan Mross spielt mit 1 musikalischem Gast einen Sketch (u. a. mit Anna-Carina Woitschack, Isabel Varell...), erster Fernsehauftritt des 11-jährigen oberösterreichischen Nachwuchsmusikers Luca Stangl, der auf der Steirischen Harmonika spielt, uvm. |
| Saison 2019 | 19. Mai bis 15. September 2019  | 16 Live-Sendungen + 1 Best-of-Sendung                   | Sommerhitparade, das rote Mikrofon, der Holzwurm Willi, verrückte Experimente mit Konrad Stöckel, Vorstellung von Städten und Gemeinden (durch Pfeilwurf auf die Deutschlandkarte) Auftritt von Scooter (Band), Comedy & mehr u. a. mit Christoph Sonntag, Amanda & Sebastian Reich, Dui do on de Sell..., Das Schlagerquiz uvm... |
| Saison 2020 | 3. Mai bis 30. August 2020      | 16 Live-Sendungen + 1 Best-of-Sendung                   | Sommerhitparade, das rote Mikrofon, Euer Wort zum Sonntag, Holzwurm Willi, Andy’s Wunschecke, das Schlagerquiz, Comedy und mehr u. a. mit Sebastian Reich & Amanda, Roberto Capitoni, verrückte Experimente mit Konrad Stöckel uvm... |
| Saison 2021 | 13. Juni bis 3. Oktober 2021    | 12 Live-Sendungen + 1 Best-of-Sendung                   | |
| Saison 2022 | 12. Juni bis 11. September 2022 | 12 Live-Sendungen + 1 Best-of-Sendung                   | |
| Saison 2023 | 7. Mai bis 27. August 2023      | 12 Live-Sendungen + 1 Best-of-Sendung                   | |
| Saison 2024 | 16. Juni bis 15. September 2024 | 12 Live-Sendungen + 1 Best-of-Sendung                   | |
| Saison 2025 | 15. Juni bis 7. September 2025  | 12 Live-Sendungen + 1 Best-of-Sendung                   | |